# 三菱Delica Space Gear
三菱Delica Space Gear（日语：三菱・デリカスペースギア）為日本三菱汽車於1994年至2007年間開發生產的乘用廂型車。

## 概要
作為三菱Delica Star Wagon之後繼車款，其底盤平台源自第二代三菱Pajero，採用非承載式車身的設計，成為當時同級競品中最高的廂型車。導入自家研發的超選四輪驅動（機械式），在高速及低速傳動範圍提供2H、4H、4HLc及4LLc等四種驅動模式。
即便日本、臺灣皆於2007年正式停產，但中國的東風柳州汽車仍以自主品牌「風行」持續產銷「菱智」商務車家族，以1.6L與1.5L等小排氣量動力配置及平實價格繼續生產。

## 歷史
1994年 - 5月12日在日本正式上市，同時發售商用貨車版本的三菱Delica Cargo。依軸距分成長軸版與短軸版，按車高分成平頂型或高頂型。前懸吊採用叉骨式附扭力桿，後懸吊則為五連桿式設計，配合可變係數圈狀彈簧。
同年9月澳大利亞正式發售車型代號WA系的「三菱Express」（貨車版）和「三菱Starwagon」（乘用車版），前者至2005年停產，後者則是2003年。三菱Starwagon案配備多寡分成「GL」（2.0L直列四缸SOHC 4G94型引擎）、「GLX」（2.4L直列四缸SOHC 4G64型引擎）、「GLS」（3.0L V型六缸SOHC 6G72型引擎）以及「4WD」種車型，前二者可搭配五速手排或四速自排變速箱，第三者僅有四速自排變速箱。
1995年 - 10月實行部分改良，將副駕駛座下方儲物盒與手套箱鑰匙列為全車系標準配備，部分車型配置滑門半門自動鎖、銀色輪圈等。
1996年 - 6月再次實行部分改良，將副駕駛座安全氣囊列入標配，高級車型設有側面安全氣囊、自動雙區空調、防曬黑色車窗、附有衛星導航功能的MMCS三菱多元通訊系統（（日語）三菱マルチコミュニケーションシステム）、四向調整駕駛座椅等配備。
1997年 - 6月21日實施小改款，自排車型從三速自動排檔附OD檔進化成INVECS-II型四速自手排變速箱，變更前保桿和霧燈的造型，滑門新設車側電動踏板以方便乘客進出。4WD的汽車車型一律採用3.0L V型六缸SOHC 6G72型引擎，2.8L直列四缸SOHC 4M40型渦輪增壓柴油引擎改成電子控制燃料噴射，故最大馬力提升至140ps。
同年臺灣中華汽車工業正式國產化，車名叫做「三菱Space Gear」，全數搭載2.4L直列四缸SOHC 4G64型引擎，搭配INVECS-II型四速自手排變速箱，依照軸距長短與配備區分為7種車型。同年韓國現代汽車也獲得三菱汽車之授權，以Delica Space Gear為基礎發展出現代Starex，但車頭保桿、頭燈、尾燈的造型皆重新設計過。
1998年 - 6月實行部分改良，以2WD八人座的「XR」車型新增空力套件成為「Aero」車型，同時取消4WD「XR」車型的手排版，如此一來手排車僅剩2WD長軸版十人座的「G」車型而已。
2000年 - 韓國現代汽車在3月推出貨卡車型的現代Libero，也是以Delica Space Gear為本而開發。在日本並未正式進口，而是以平行輸入方式引進作為露營車的基礎車。由於三菱汽車已經註冊「Libero」之車名，於是日本版稱作「現代SRX」。
2001年 - 透過中國東風汽車與臺灣裕隆汽車的合作關係，後者麾下的中華汽車工業經過三菱汽車之同意將Space Gear的底盤平台技術出售給東風柳州汽車，發展出換牌的「東風風行菱智」。即便2007年日本、臺灣皆停產Delica Space Gear，東風風行仍持續在2012年推出改款的1.6L「M5」高階車型、1.6L「M3」中階車型、1.5L「V3」貨車車型，長軸版則為M5L、M3L、V3L等三種。該車款迄今仍持續銷售，甚至發展出純電動車版本。
同年11月廣州寶龍汽車獲得三菱汽車之授權，開始生產「寶龍天馬座」，動力來源為2.4L直列四缸SOHC 4G64型引擎。TBL6500H車型為七人座，TBL6500則為十一人座。2003年11月20日發表小改款，最大的改變在於近似第二代日產Serena臺規版的車頭大燈組與進氣壩設計，這是由於廣州寶龍汽車找來了日產汽車的臺灣零件供應商，並經過內部設計人員所造成。2005年下半年該公司出現財務問題而停止運作，2006年初由一汽集團收購之後，在同年5月改以「一汽自由風」之名上市。
2002年 - 12月12日臺灣中華汽車實行小改款，車頭進氣壩改成由奧利佛·寶雷主導設計的「寶雷臉」，並改成方向燈在上的精鑽頭燈、皮質包覆木紋方向盤、後車廂獨立空調等。
2003年 - 5月6日臺灣中華汽車宣布Space Gear外銷菲律賓市場，車型配備與臺灣版完全相同。同年9月22日推出限量特仕車「Space Gear iDEAL」，具備顯示螢幕置於後視鏡的倒車鏡頭、皮布座椅、紗窗等配備。
2005年 - 6月20日臺灣中華汽車再度實行小改款，變更車頭進氣壩的造型，內裝方面改成核桃木紋飾版、雙色調麂皮真皮座椅、迷你置物盤、DVD影音系統（含5.1聲道加火箭筒重低音喇叭組、無線麥克風卡拉OK組及外接AV端子）等配備。
2007年 - 位於中國遼寧省瀋陽市的中順汽車曾於2007年上海車展展出一輛名為「中順Business MPV SZS6510」的多功能休旅車，其實只是更換廠徽銘牌的一汽自由風而已，配置2.5L直列四缸SOHC CA498QA2型引擎。
由於2.4L直列四缸SOHC 4G64型引擎無法通過臺灣四期環保法規標準，中華汽車在2007年宣布停產。日本市場也於同年1月停售，但外銷版仍持續由水島製作所製造，直到2014年為止。

### 獲獎紀錄
此車款曾獲得1994年度優良設計獎。

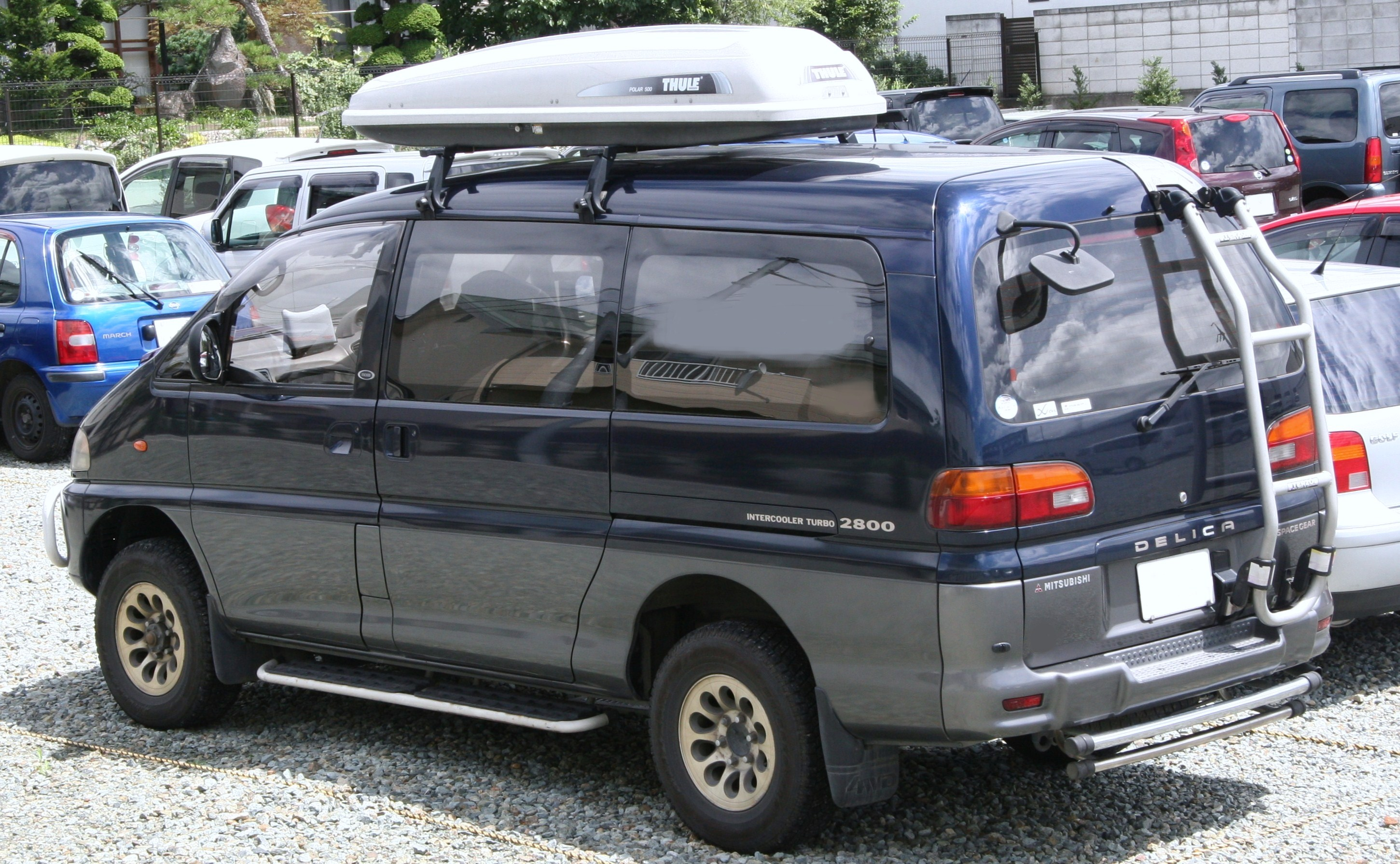
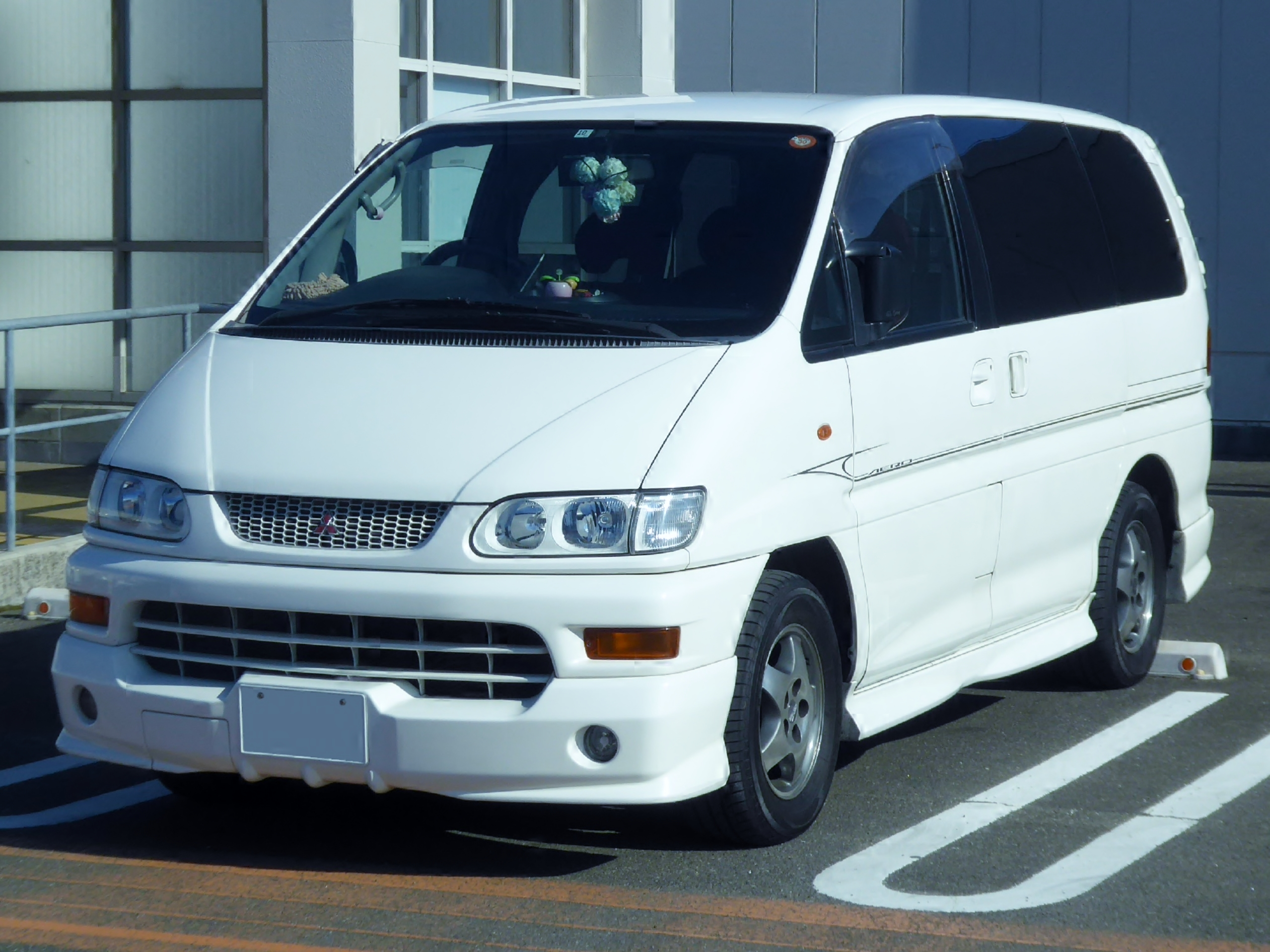
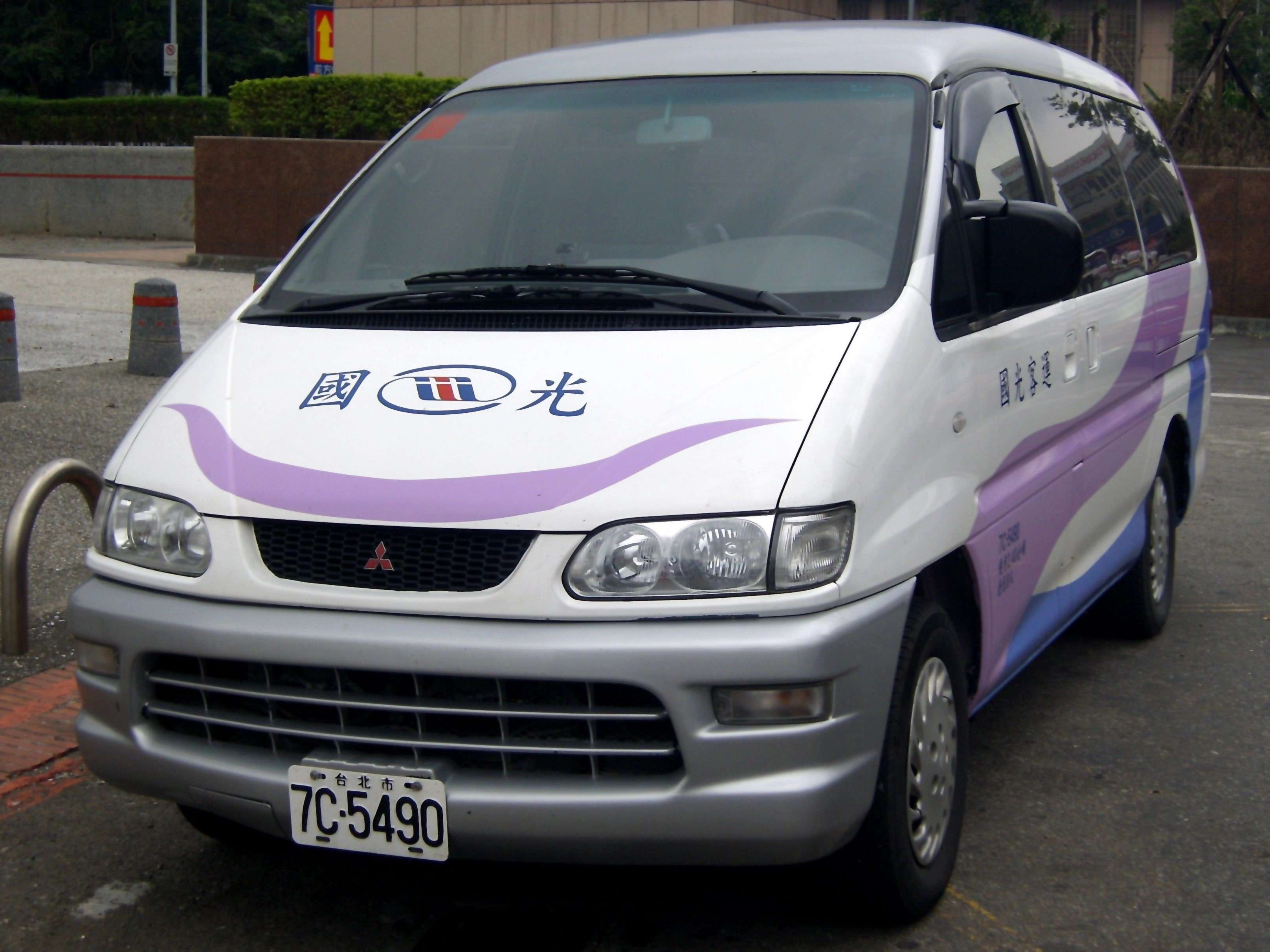
中華三菱Space Gear前期型車頭
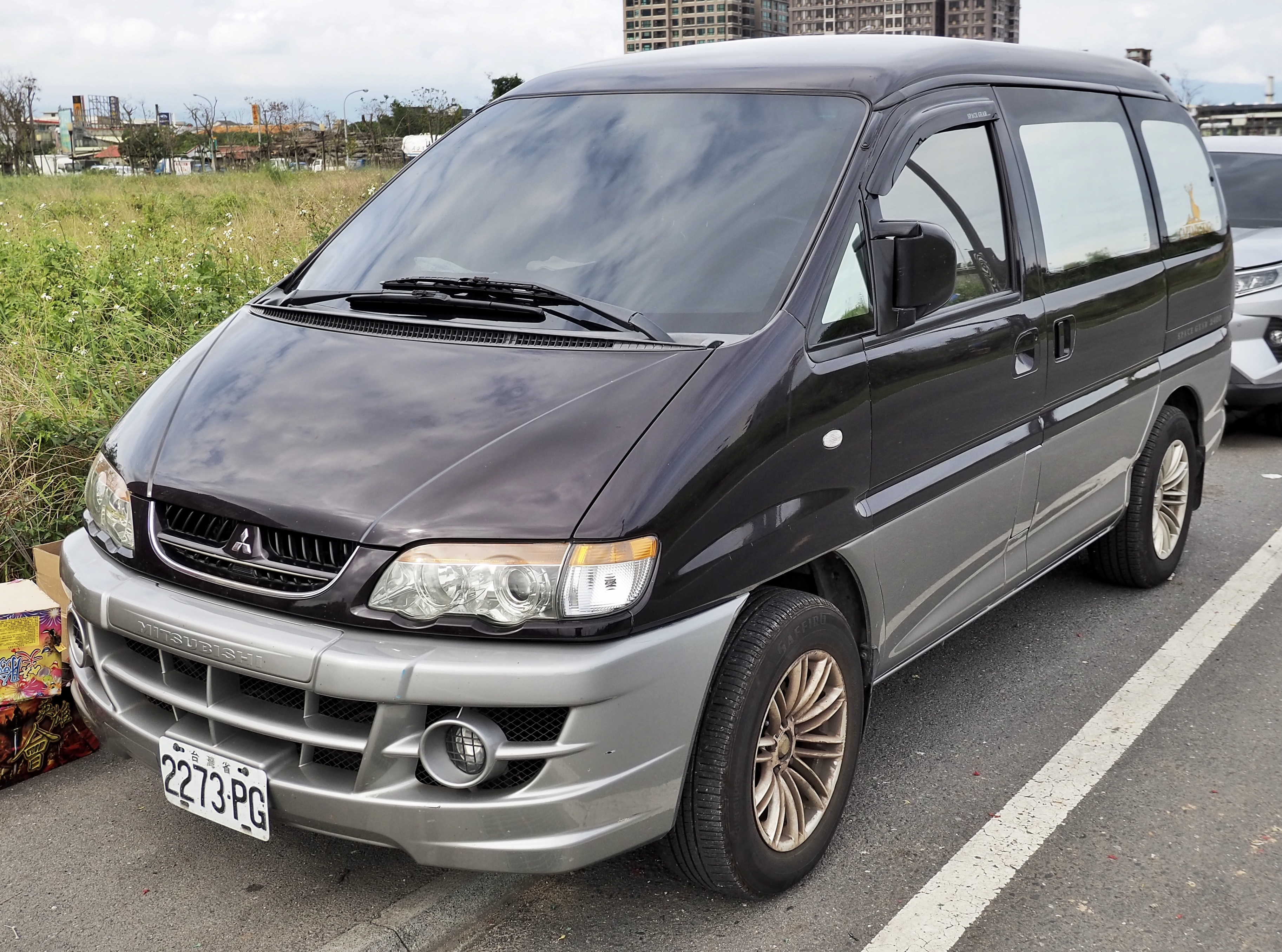
中華三菱Space Gear後期型車頭
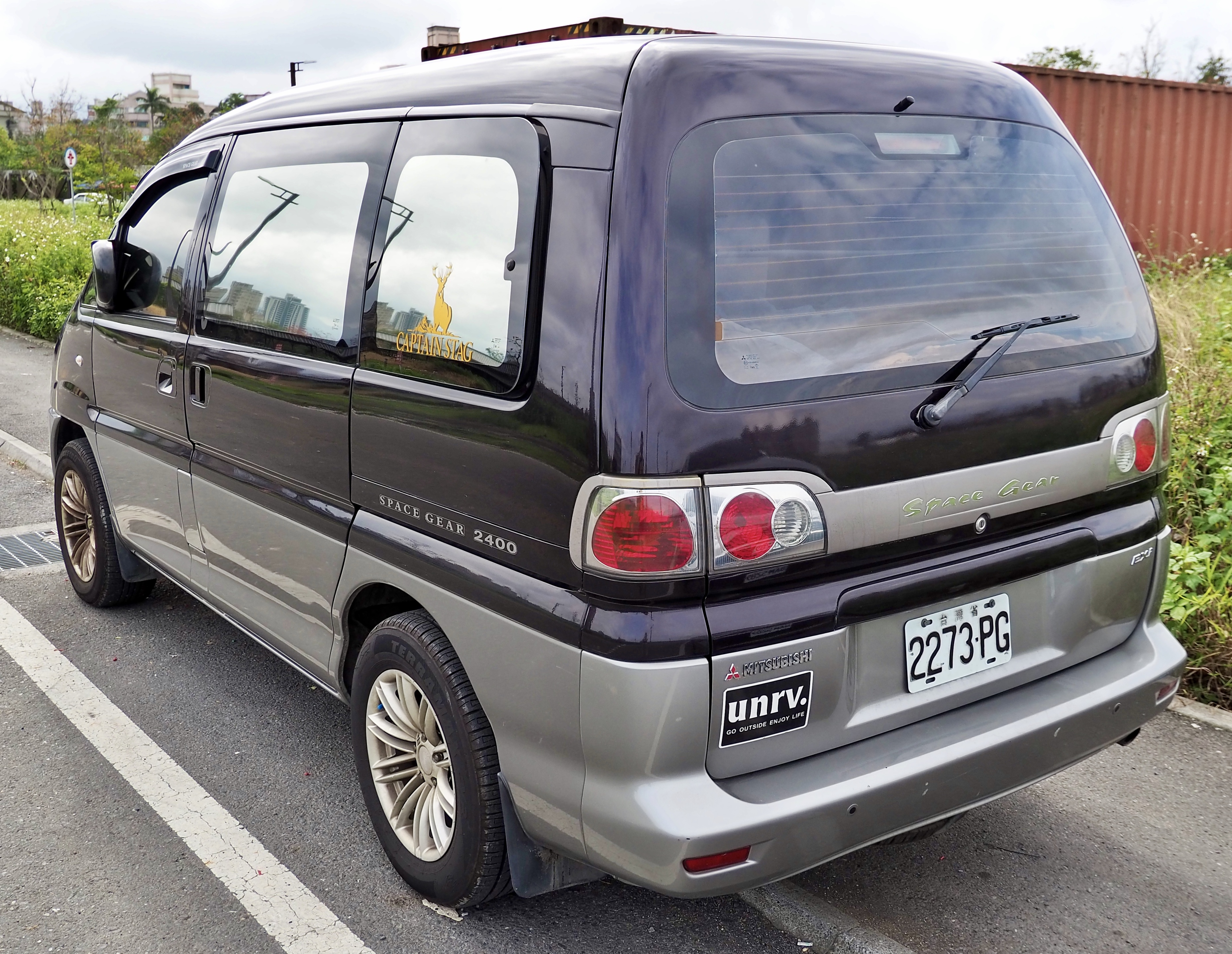
中華三菱Space Gear後期型車尾
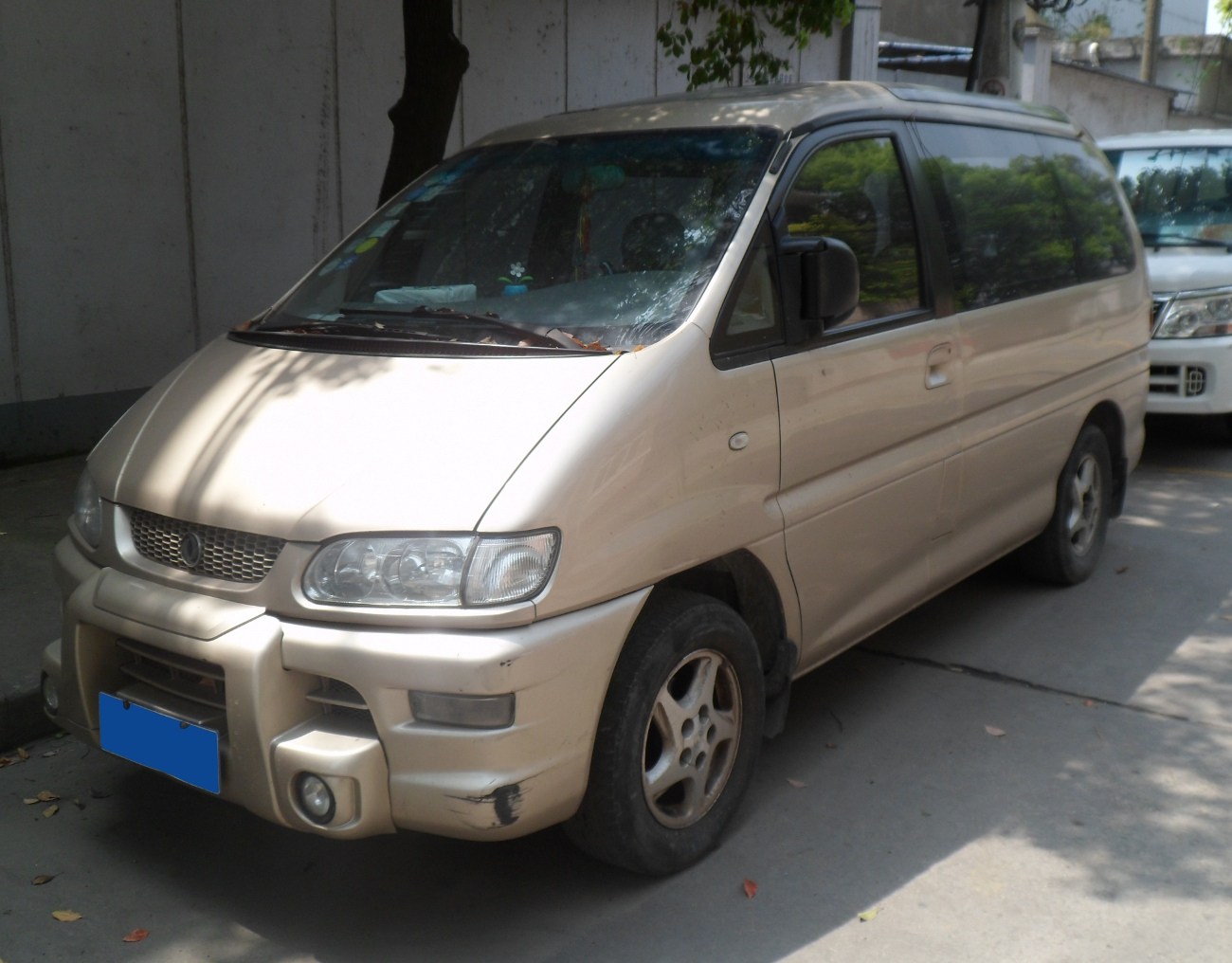
東風風行菱智
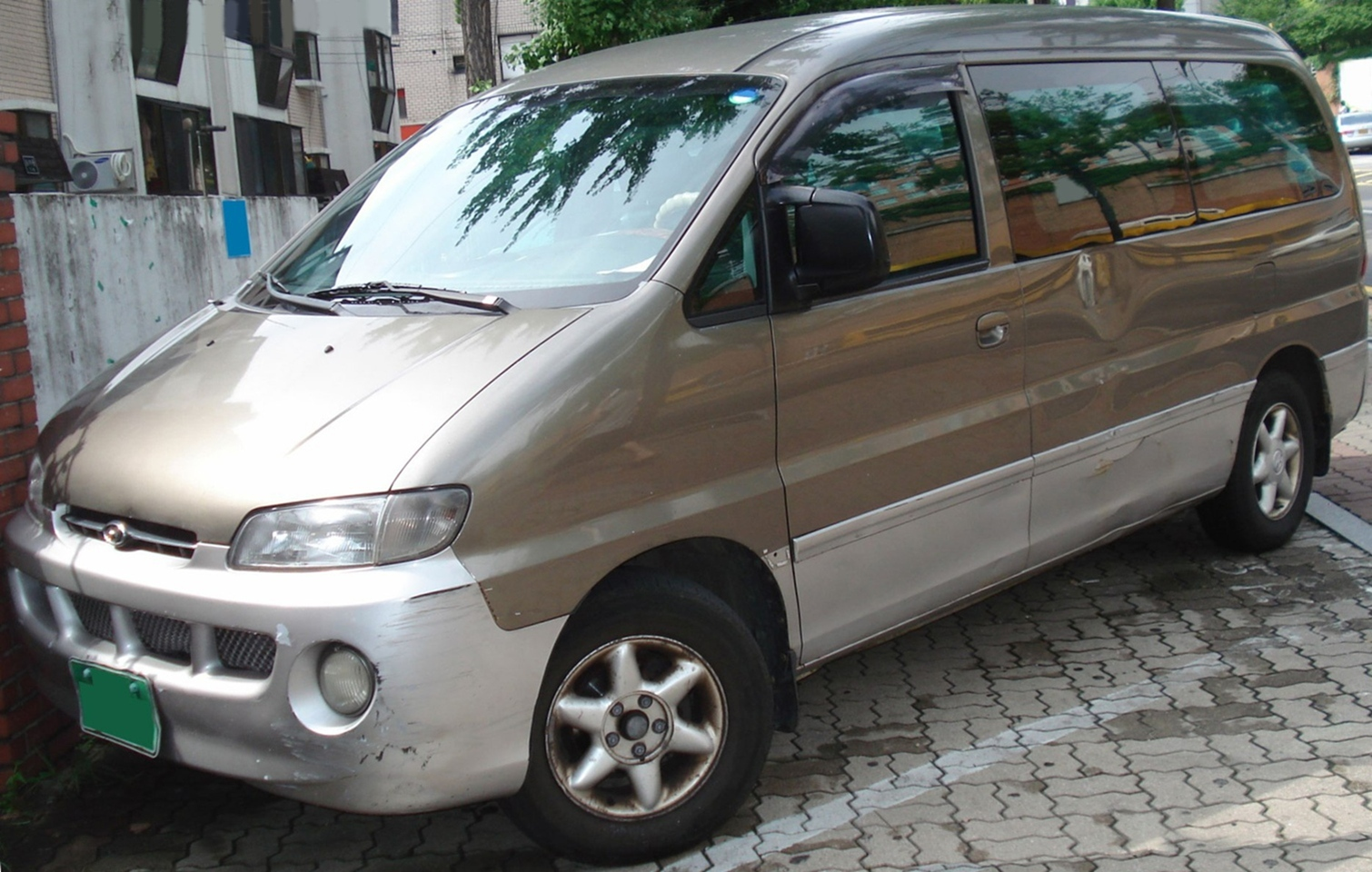
第一代現代Starex前期型
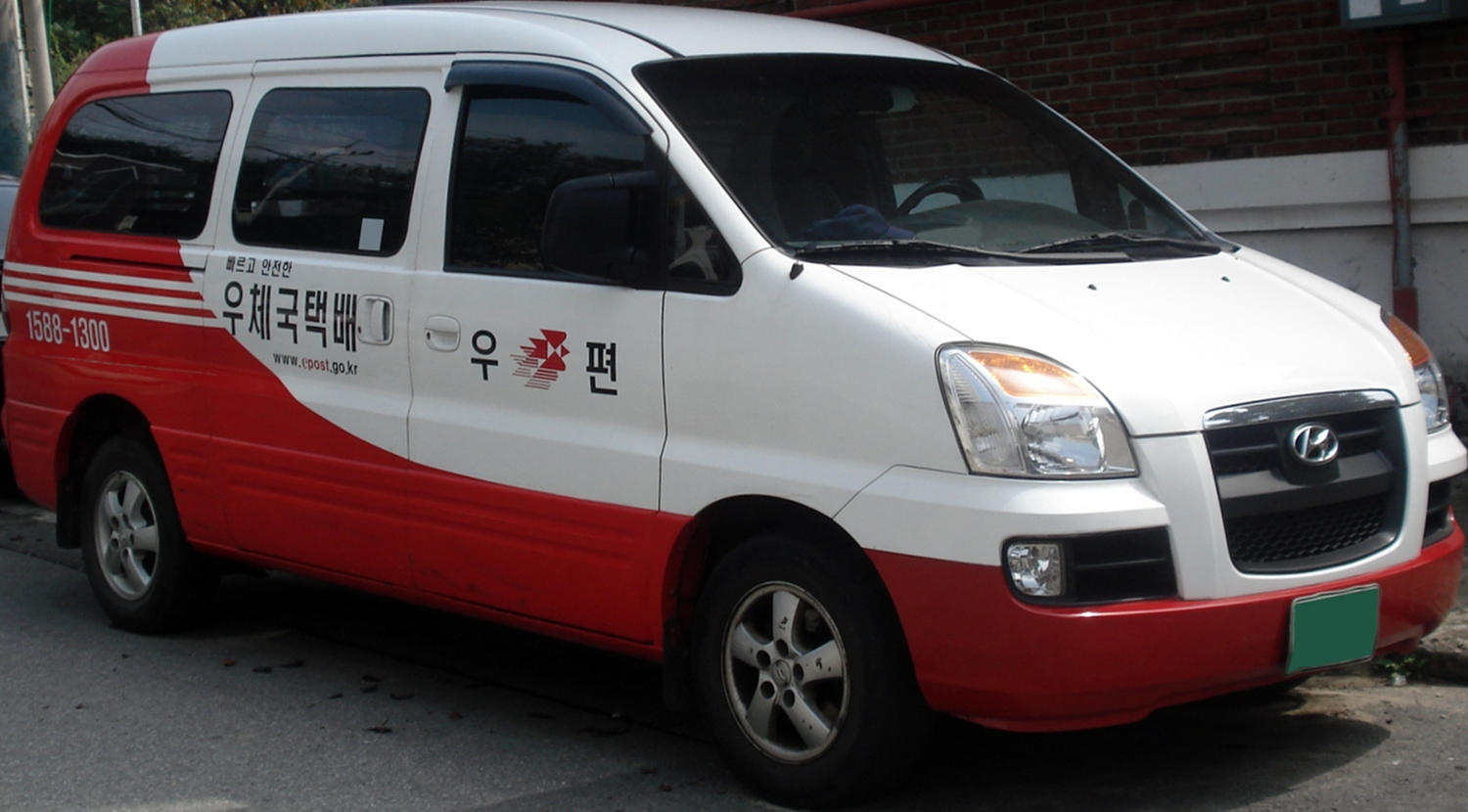
第一代現代Starex後期型
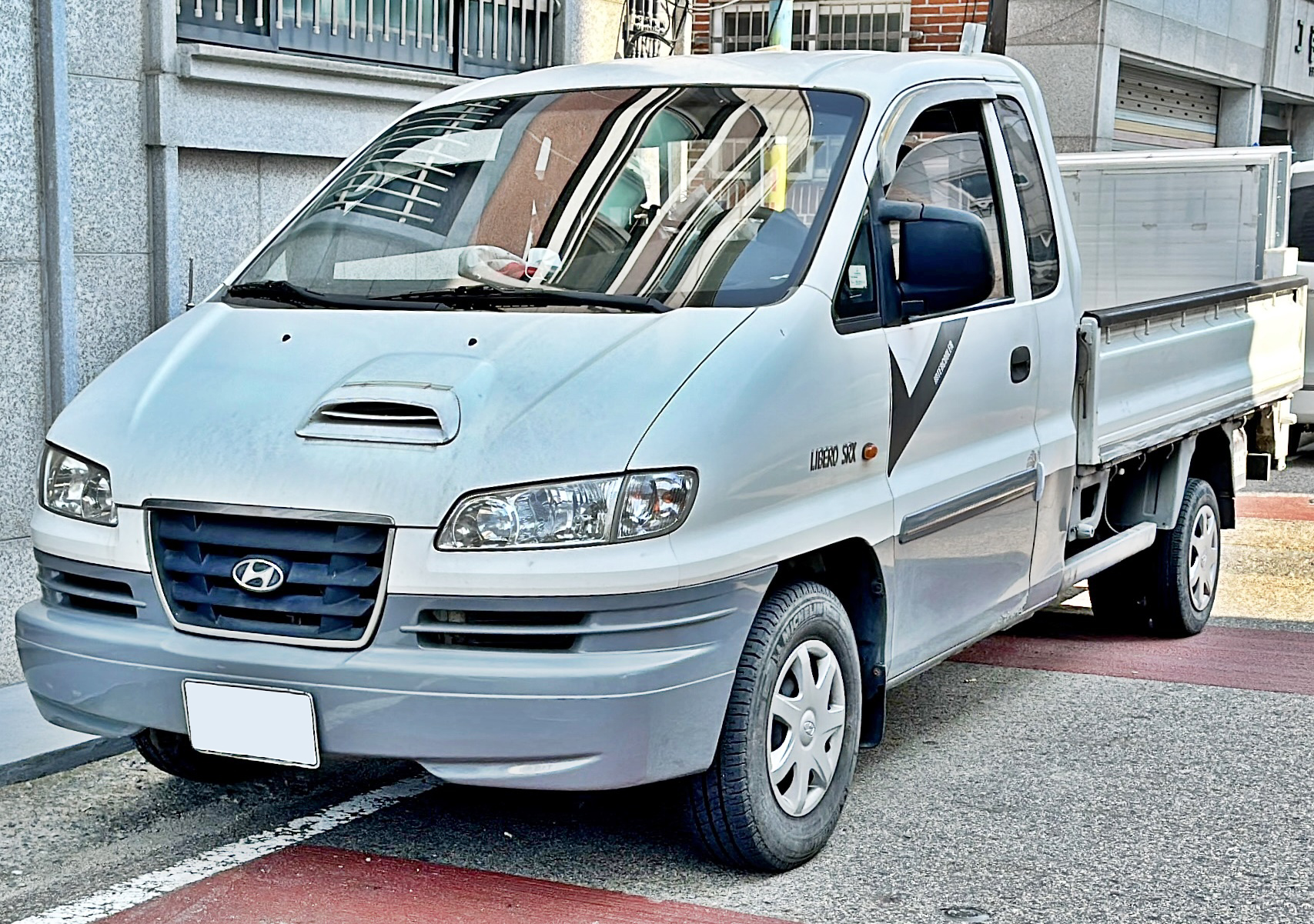
現代Libero
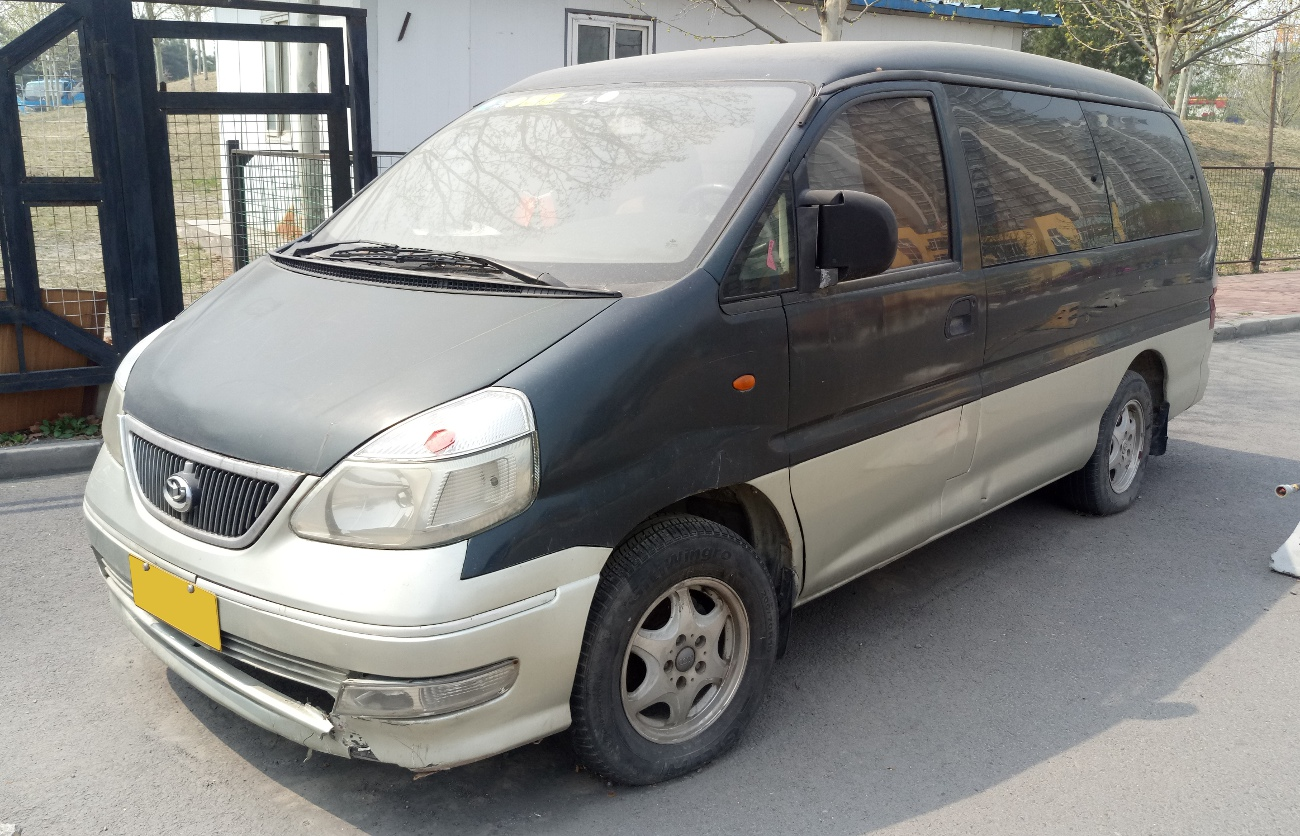
寶龍天馬座2003年小改款車頭
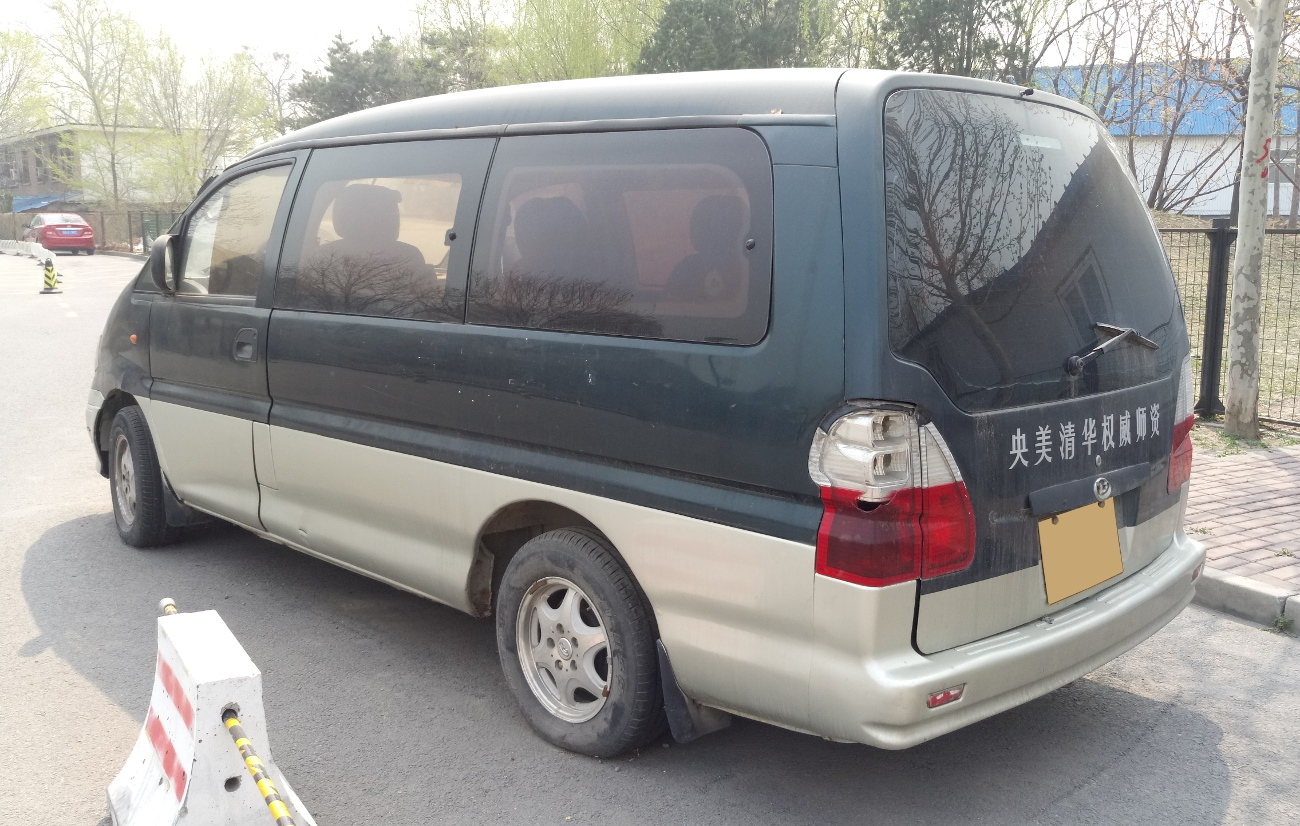
寶龍天馬座2003年小改款車尾
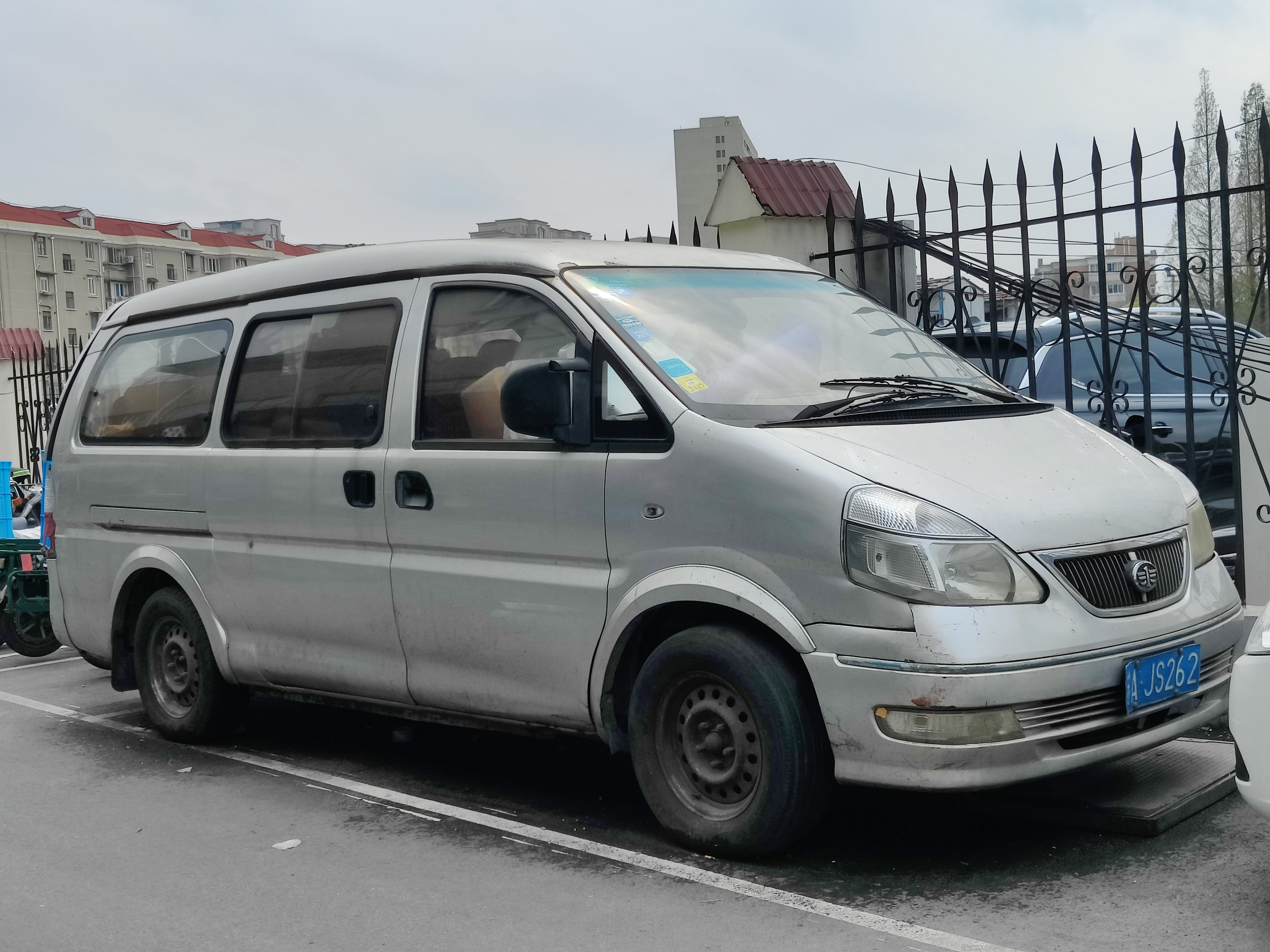
一汽自由風車頭

## 外部連結
- 商業車誌：務實家庭號─MITSUBISHI Space Gear(II) （页面存档备份，存于）
- 東風風行菱智M5官方網站